# Camp de concentration de Bad Sulza
Le camp de concentration de Bad Sulza est l’un des premiers camps de concentration du système concentrationnaire nazi ; il a servi comme camp répressif pour plusieurs centaines de prisonniers de la commune de Bad Sulza dans le Land de Thuringe.

## Le camp de concentration
Le camp fonctionne entre octobre 1933 et 1er août 1937, dans un ancien hôtel de la ville thermale de Bad Sulza, dans le Land de Thuringe.
Le camp est financé jusqu'au 1er juillet 1936 par le Land, qui décide des internements ; le commandement est assuré par un officier de la police régulière, Carl Haubenreisser, la garde par des membres de la  SA .
Il s’agit d'un « camp sauvage », devant servir sur une courte période.
À partir du 1er juillet 1936, le camp de Bad Sulza relève de l'Inspection des camps de concentration et son financement est assuré par le Troisième Reich. La garde est prise en charge par les SS. 
Il est dirigé par Albert Sauer, futur commandant du camp de concentration de Mauthausen.
Environ 850 personnes sont internées dans le camp, dont certaines à plusieurs reprises. La plupart des détenus sont forcés de travailler dans une carrière.
Le 9 juillet 1937, les détenus de Bad Sulza sont transférés au camp de concentration de Lichtenburg et le camp cesse ses activités.
L'hôtel est détruit : seules subsistent une plaque commémorative et quelques ruines.